# Hochsalwand
Die Hochsalwand ist ein 1625 m ü. NHN hoher Berggipfel nordöstlich des Wendelsteins hoch über der Ortschaft Brannenburg. Sie gehört zum Mangfallgebirge in den Bayerischen Voralpen. Vom Gipfelkreuz bietet sich an schönen Tagen ein guter Ausblick über Rosenheim, das Inntal, den Chiemsee, den Simssee sowie zu den benachbarten Chiemgauer Alpen und zum Kaisergebirge. Im Gegensatz zum Wendelstein  wird die Hochsalwand nicht so stark frequentiert, für eine Besteigung gibt es mehrere Möglichkeiten. Allerdings erfordern die nachfolgend aufgeführten Aufstiegsrouten trotz Markierungen und mehrerer einfacher Kletterstellen mit Drahtseilsicherungen Trittsicherheit, Schwindelfreiheit und eine ordentliche Kondition. Lediglich der Weg von der Reindleralm zum Gipfel ist einfacher, kommt ohne Kletterstellen und Sicherungen aus und erfordert daher keine Schwindelfreiheit, wohl aber Trittsicherheit.
- Von Aich bei Brannenburg über die bewirtschafteten Hütten Schlipfgrubalm und Schuhbräualm sowie die 1422 m hohe Rampoldplatte in 3,5 Stunden auf die Hochsalwand.
- Von Sankt Margarethen bei Brannenburg über die bewirtschaftete Breitenberghütte und die Lechneralm in 3 Stunden zum Gipfel.
- Von Nordwesten aus dem Jenbachtal, das über eine Straße von Bad Feilnbach aus erreichbar ist, entweder über die Schuhbräualm und die Rampoldplatte oder über die Wirtsalm und die Reindleralm in jeweils 3 Stunden zum Gipfel.
- Von der 1200 m hoch gelegenen Mitteralm (mit ganzjährig bewirtschafteter Alpenvereinshütte Mitteralm mit Übernachtungsmöglichkeit), die bequem mit der Wendelsteinbahn von Brannenburg erreicht werden kann, über die Reindleralm in knapp 2 Stunden zum Gipfel. Hierbei handelt es sich um die kürzeste, schnellste und am wenigsten anstrengende Route auf die Hochsalwand.

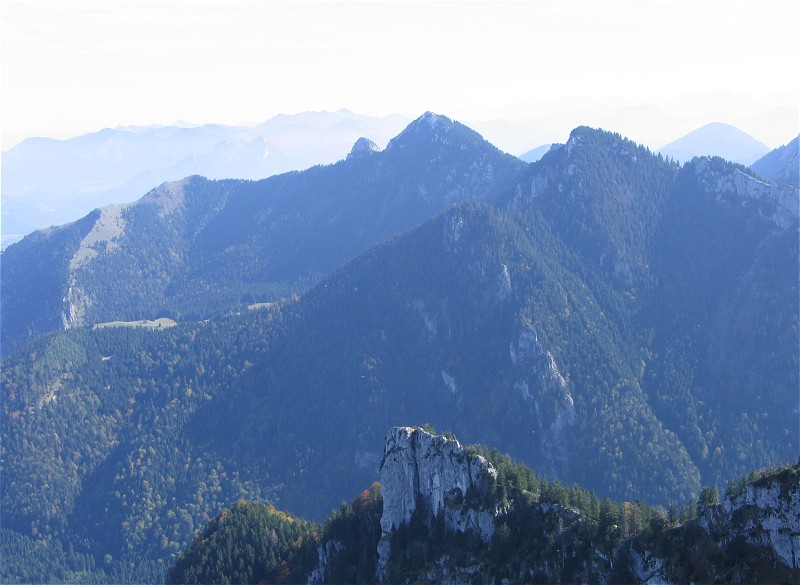
Hochsalwand vom Breitenstein aus gesehen
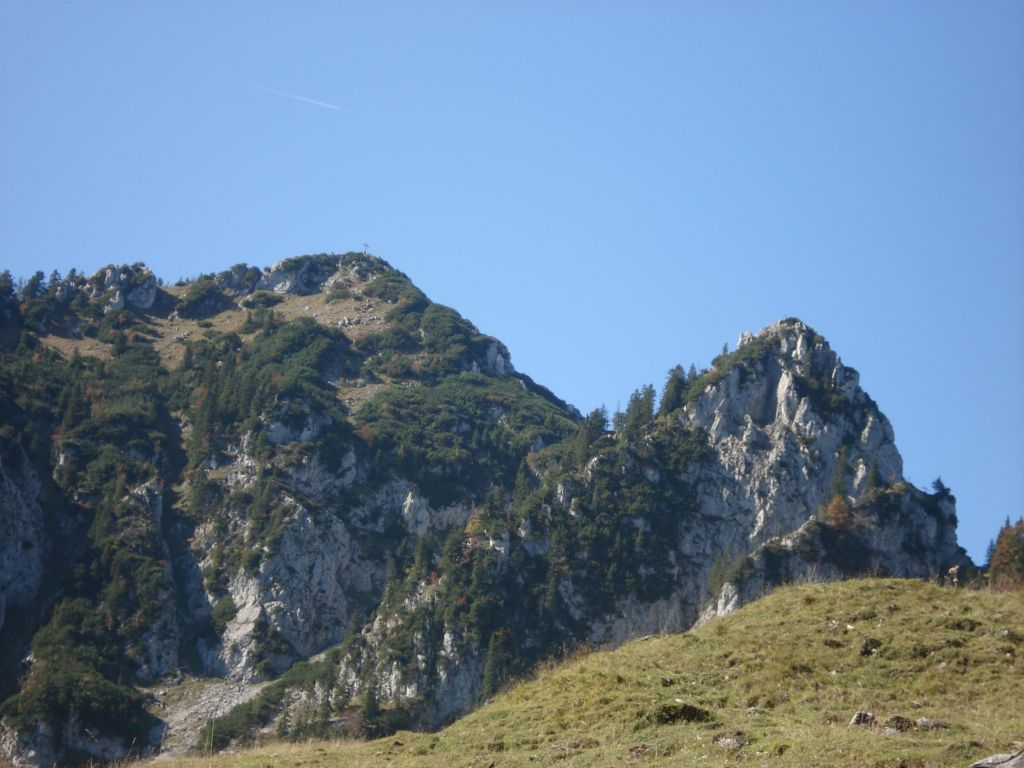
Hochsalwand und Lechnerkopf
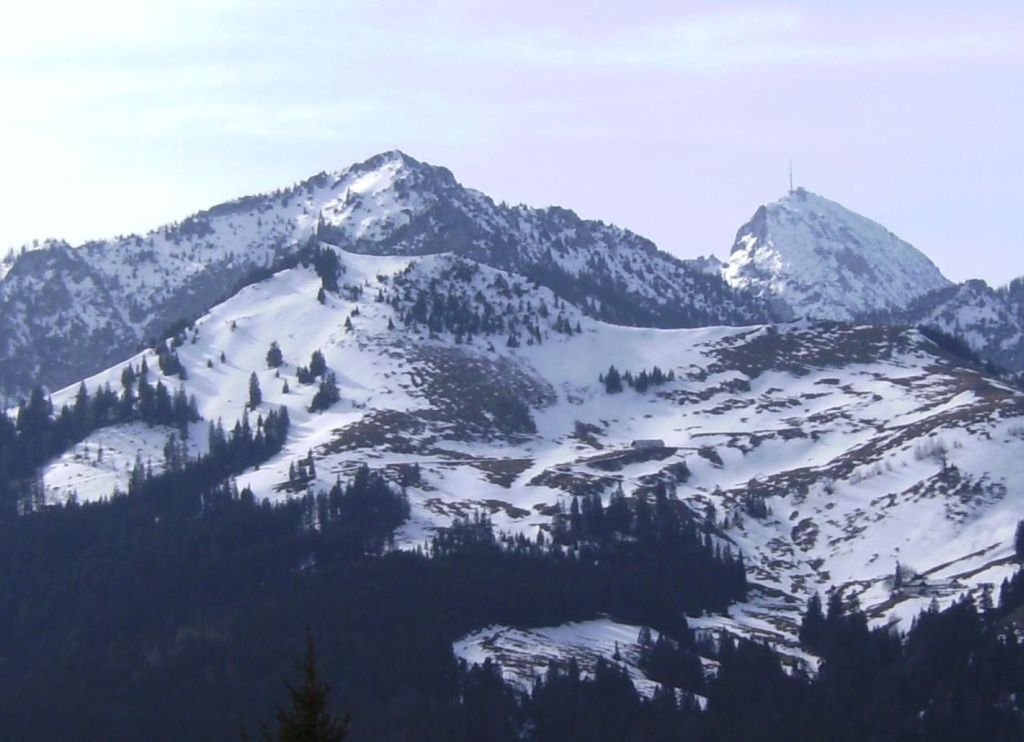
Hochsalwand hinten links, Wendelstein hinten rechts, im Vordergrund die Rampoldplatte
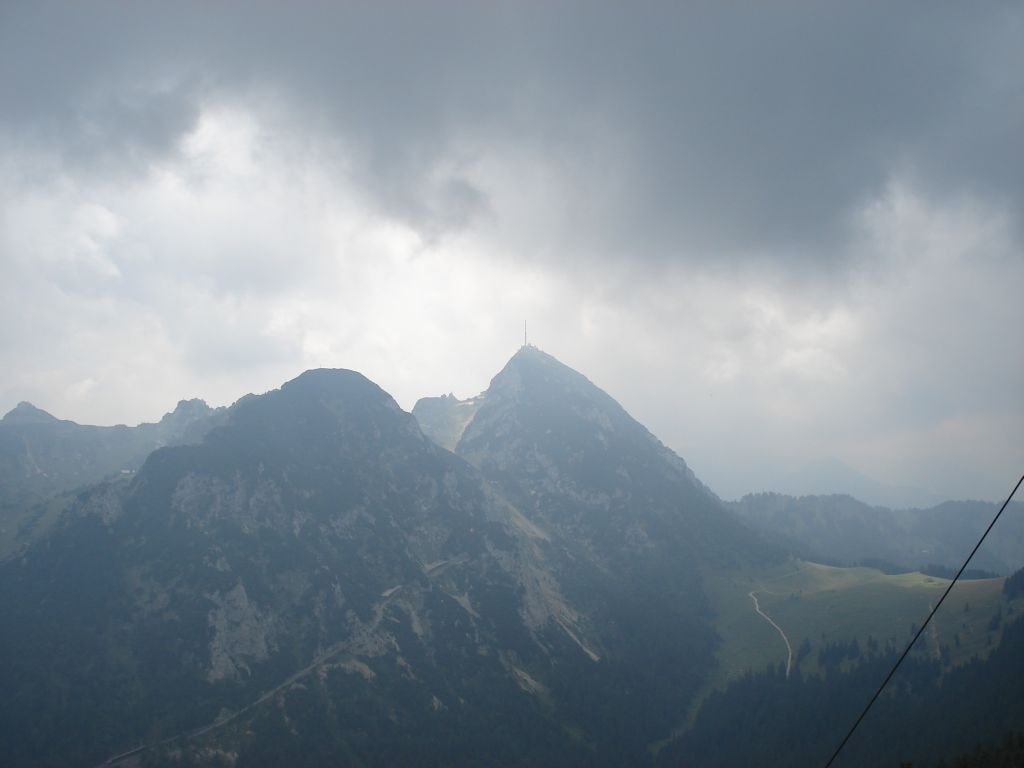
Blick von der Hochsalwand auf den Wendelstein
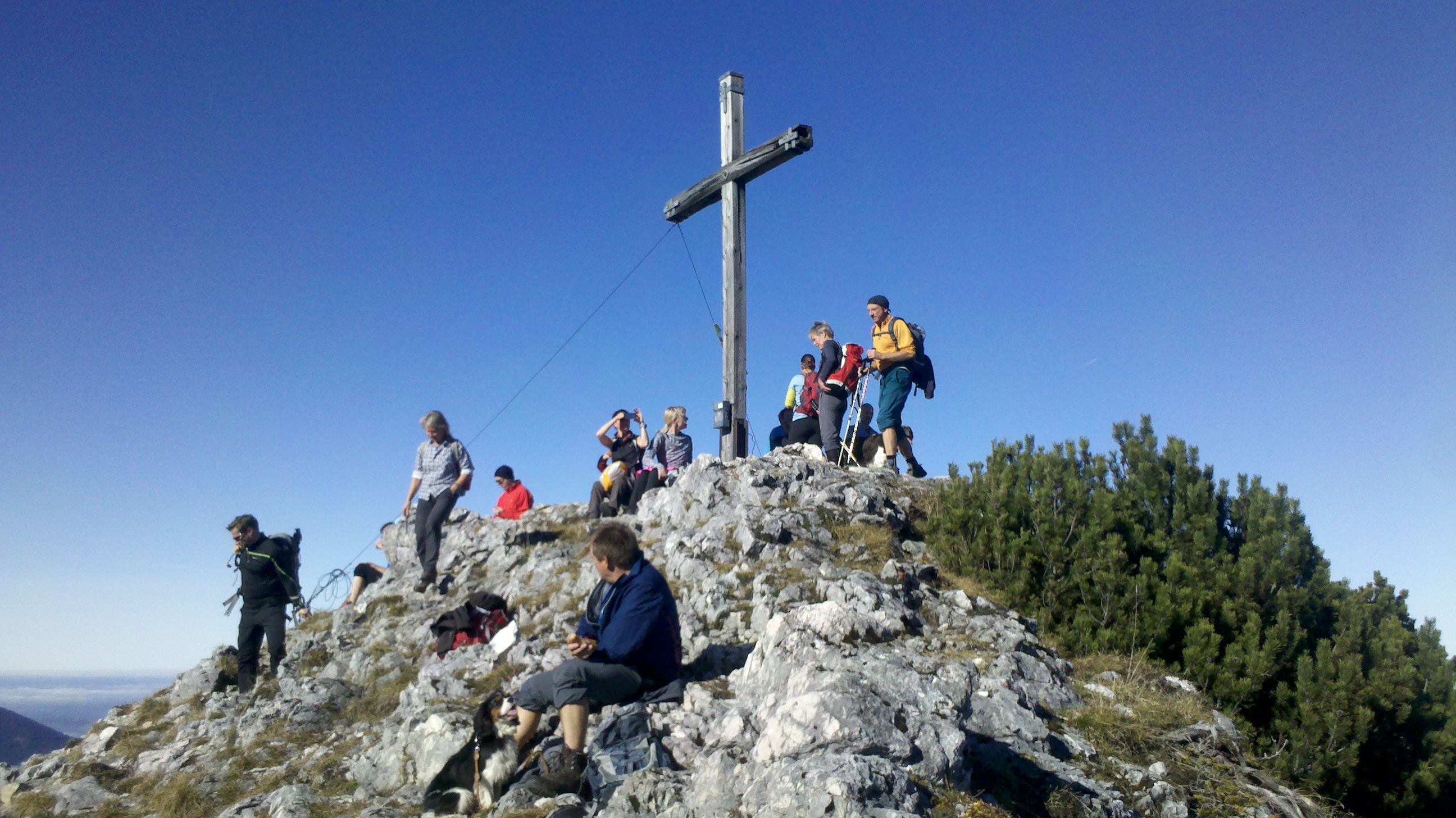
Gipfelkreuz der Hochsalwand